# 동남여객
동남여객자동차(東南旅客自動車)는 부산광역시 남구 신선로 335 (용당동)에 본사와 부산광역시 사상구 주례동에 주례영업소를 둔 시내버스 운송 업체이다. 부산진구와 사상구 일대를 중심으로 노선을 운영하고 있다.

## 역사 및 현황
1977년 5월 13일에 설립하였고, 현재 창성여객의 노선(134번 제외)이 본래 동남여객의 노선이며, 현재 운영중인 노선 중 2000번을 제외한 나머지가 대명여객(大明旅客)에서 운행했었으며, 특히 신평영업소에서 시종착하는 138번과 138-1번은 옛 신평여객(新平旅客)에서 운행했던 노선들이다. 정확하게는 2000년 신평여객이 대명여객에 통합되고 2002년 대명여객이 동남여객에 통합되면서 신평여객에서 운행하던 노선까지 동남여객으로 온 것이다.
현재 대명여객은 마을버스만 영업하고 있으며 대명여객에서 운행하던 시내버스 노선들은 모두 동남여객으로 넘어갔다. 넓게 보자면 신한여객의 계열사이다.

## 차고지
- 부산광역시 부산진구 진사로 78 (개금2동) (면허지, 개금영업소: 67번, 167번 시종착 및 관리)
- 부산광역시 사하구 을숙도대로 678 (장림2동) (장림영업소: 138번, 138-1번 시종착 및 관리 / 2000번 야간주박 및 관리)

## 운행 노선

### 시내버스
- ● 67번 : 동서대 ↔ 가야공원 ↔ 서면 ↔ 범곡교차로 ↔ 부산역 ↔ 부산터널 ↔ 구덕터널 ↔ 세원교차로 ↔ 엄궁동
- ● 138번 : 사하경찰서 ↔ 사남초등학교 ↔ 동아대학교 ↔ 낙동대교입구 ↔ 가야대로 ↔ 서면 ↔ 문현1동 ↔ 유엔공원 ↔ 용당동
- ● 138-1번 : 사하경찰서 ↔ 신평역 ↔ 가락타운 ↔ 감전동 ↔ 서부터미널 ↔ 개금주공 ↔ 서면 ↔ 문현금융단지 ↔ 용당동
- ● 167번 : 동서대 ↔ 백병원 ↔ 개금주공 ↔ 서면 ↔ 부산진시장 ↔ 부산역 ↔ 부산터널 ↔ 동아대학교병원 (이 노선은 창성여객과 공동배차한다)

### 급행버스
- ● 2000번 : 하단역 ↔ 명지신도시 ↔ 경제자유구역청 ↔ 거가대교 ↔ 장목 ↔ 옥포중학교 ↔ 거제소방서 ↔ 고현버스터미널 (이 노선은 동진여객, 동원여객, 태영버스, 삼화여객, 세일교통과 공동배차한다)

## 보유 차량

#### 르노코리아
- 르노 마스터

#### 우진산전
- 우진산전 아폴로 1100

#### 범한자동차
- 범한자동차 E-STAR 11

#### 현대자동차
- 현대 카운티 뉴 브리즈
- 현대 뉴 슈퍼 에어로시티
- 현대 저상 뉴 슈퍼 에어로시티
- 현대 일렉시티
- 현대 뉴 프리미엄 유니버스 엘레강스 FCEV

## 갤러리

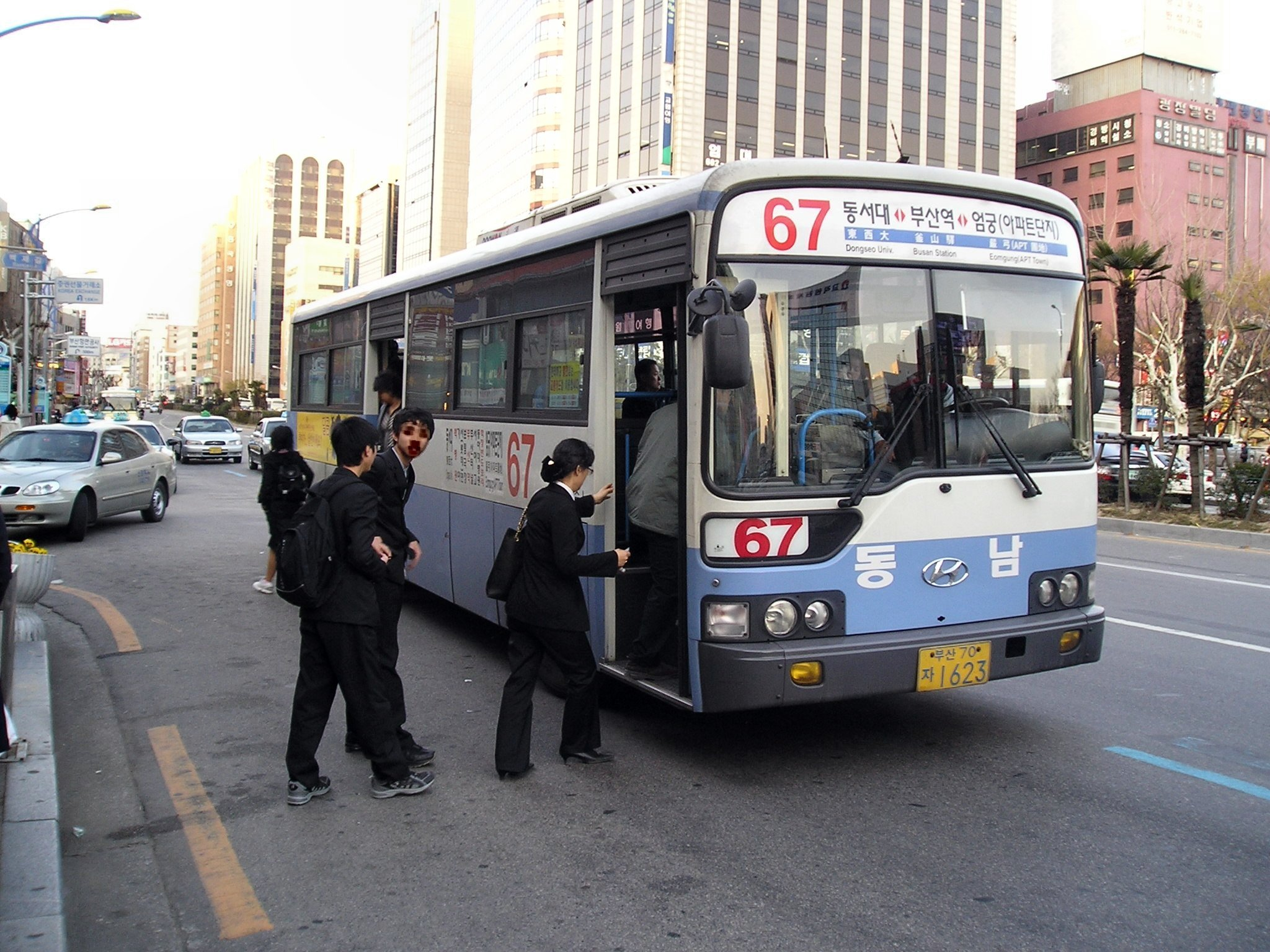
부산시내버스 67번 (대차 전)
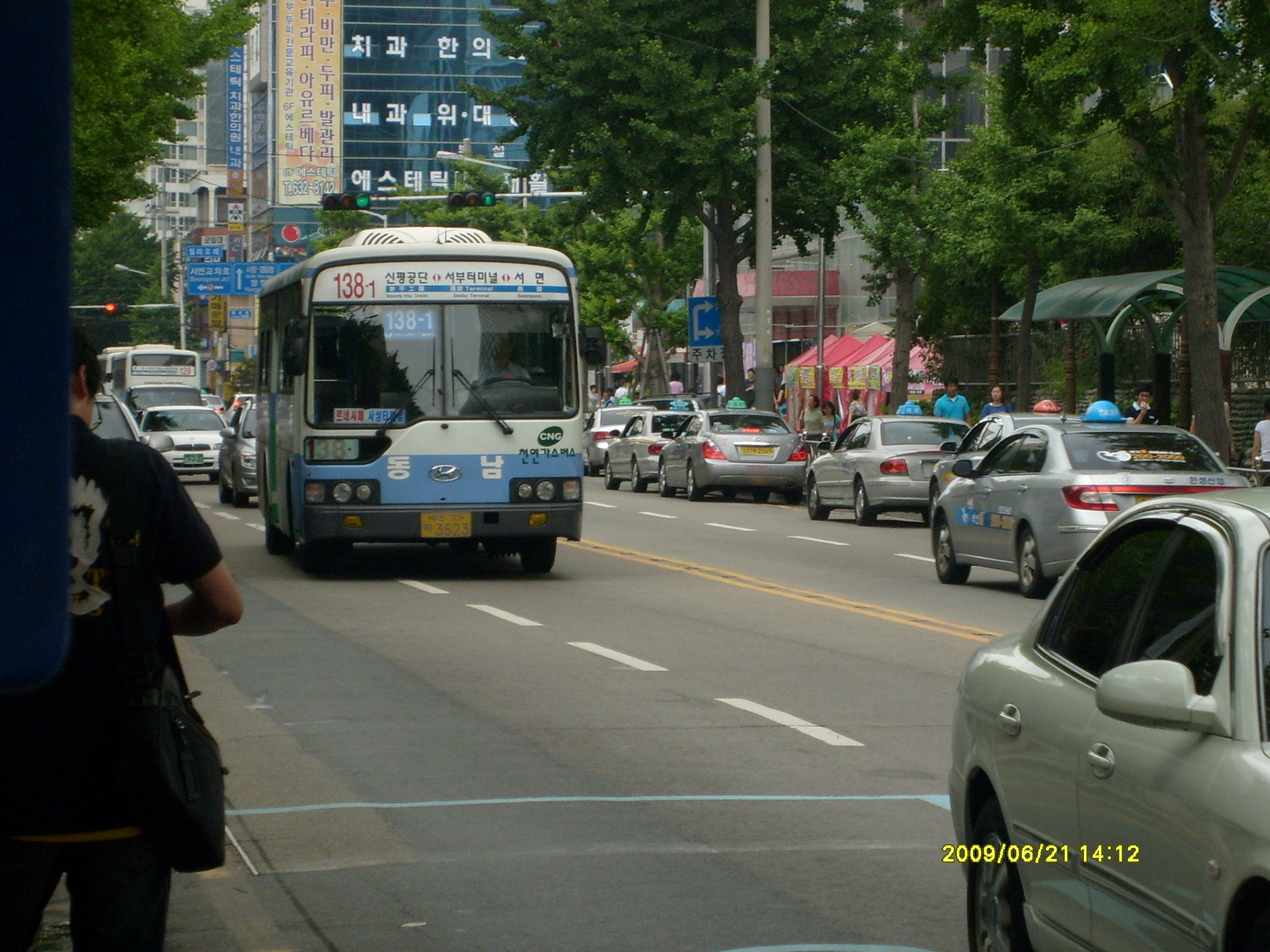
부산시내버스 138-1번 (대차 전, 용당동 연장 전)